# Самсоновка (Восточно-Казахстанская область)
Самсоновка (каз. Самсоновка) — село в Восточно-Казахстанской области Казахстана. Находится в подчинении городской администрации Усть-Каменогорска. Входит в состав Меновновского сельского округа. Код КАТО — 631031700.

## Население
В 1999 году население села составляло 427 человек (213 мужчин и 214 женщин). По данным переписи 2009 года, в селе проживал 451 человек (226 мужчин и 225 женщин).